# 試製対空戦車 タハ
試製対空戦車 タハ（しせいたいくうせんしゃ タハ）は、大日本帝国陸軍（日本陸軍）が第二次世界大戦中に構想した対空戦車である。実用化はされなかった。設計着手は昭和17年4月である。一式中戦車を基とし、37mm高射機関砲を連装形式で搭載する予定だった。開発は一技研及び四技研の共同で行われ、小倉造兵廠と富士電機が試作した。完成車両は存在しない。

## 概要
従来、日本陸軍の装備していた20mm高射機関砲と75mm高射砲には射高上のギャップが存在した。そのため九四式三十七粍機関砲が製造されたが、連射に難があり実用化はできていなかった。
日本陸軍が日中戦争において鹵獲した兵器の中にラインメタル製37mm高射機関砲が存在した。陸軍はさらにこの37mm機関砲を購入、昭和12年9月に試験を実施、優秀と判定した。昭和16年にさらに10門と弾薬1万発を購入、ラ式三十七粍高射機関砲と呼んでいる。昭和17年4月にはラ式を参考とした37mm高射機関砲が完成、昭和18年3月に審査を終了し試製一式三十七粍高射機関砲と命名された。また30門の製造が決定されている。本機関砲の審査の後、昭和19年春までに一式三十七粍高射機関砲が制式制定されたとみられる。
日本が第二次世界大戦に突入した後、ドーリットル隊の東京空襲に刺激されて高射機関砲への要求が高まった。昭和17年11月、研究方針が見直され、機甲部隊用として単一もしくは双連式に37mm高射機関砲を装備し、簡易に装甲を設けた自走式のものが要求された。昭和19年6月、陸軍兵器行政本部の小倉陸軍造兵廠に対する通牒の中に、一式自走三十七粍高射機関砲2門の製造要求が存在し、装軌式車輌に37mm機関砲を搭載する計画が研究されていたことを示している。この自走高射機関砲は昭和17年4月に設計着手、昭和19年2月に第1回試験、6月完成予定だったものの完成しなかった。
ほか、試製一式三十七粍高射機関砲の諸元を記載した書類には「尚次のものも研究中なり、自走式（九七式中戦車車体上に載せ電動す）」という内容が記述されている。試製一式三十七粍高射機関砲の諸元は以下の通り。口径37mm、銃全長は2432mm、銃身長2110mm（57口径）である。ライフリング長は1814mm、砲身内部にライフリング20条が右方向へ刻まれている。転度は5°30。この機関砲は反動利用式で作動した。遊底は砲身後座、回転閂子式である。給弾は保弾板から6発を装填し、発射速度は180発毎分である。徹甲弾は弾長153mm、弾量700g。これを260gの装薬で撃ち、初速は920m/sである。射撃時の後座抗力は2000kg。砲身と砲架が各180mm・150mm後座してこの衝撃を緩衝した。高低射界は-5から95度。射程は水平方向に10,000mと推定され、垂直には3,800mである。高射照準具は直距離・実航速式と記載されている。
車体に関する書類として、昭和18年8月1日付、『兵政技秘第一〇〇七號』が存在する。第四陸軍技術研究所関係の極秘試製兵器の欄に各種新型戦車の他、試製対空戦車タハの名称がある。区分は軍事極秘。また極秘を示す表示として正面星章の下面に文字盤を付けることが指定された。秘密とされる内容の指定は以下である。
- 機構：武装に関する諸元、装甲板、操向変速機、懸架装置
- 性能：携行弾薬の種類と数量、発動機能力、重量、最大速度、壕超越能力、行動半径その他知り得る機構
- 形状：外形全部

昭和19年1月、陸軍兵器行政本部技術部が作成した「昭和十九年一月各陸軍技術研究所試験予定表」の中に、四技研のヂホ車タハ車竣工試験の予定が記載されている。期間は19年1月9日から1月12日、静岡県にて松原大尉が担当することとされた。
一方で搭載兵装の製造は難航していた。小倉陸軍造兵廠の報告書中に見られる37mm機関砲の製造困難な理由として、ばね鋼が入手困難である事、ばね自体の製作が急速に困難化したことを上げている。以前から予定されていた30門の製造は、試製一式三十七粍高射機関砲7門、一式三十七粍高射機関砲23門に変更されたが、これらの生産に関し、ばね鋼、車輪など民間工場からの部品が供給されず、結局、小倉陸軍造兵廠ではほとんど完成させることができなかった。戦後、アメリカ軍用に作成された資料『1944年兵器生産計画書』では一式三十七粍高射機関砲の製造計画として、8、9、10月に各3門を予定、11月に生産打ち切りとなっている。